# Квалификације за Свјетско првенство у фудбалу 2022 — ОФК други круг
Квалификације за Свјетско првенство у фудбалу 2022 — ОФК други круг, био је други круг ОФК квалификација за Свјетско првенство 2022. Четири најбоље репрезентације из првог круга пласирале су се у други, гдје су играле по систему плеј-офа, полуфинале и финале. Побједник се пласирао у Међуконтинентални бараж, гдје је играо против репрезентације из друге конфедерације за пласман на Свјетско првенство.
Први круг је требало да почне у септембру 2020. али је због пандемије ковида 19 одлаган неколико пута, након чега је игран у Катару као турнир, од 17. до 30. марта 2022. године, док се други круг играо од 27. до 30. марта, такође у Катару. 

## Формат
По двије првопласиране екипе из обје групе у првом кругу пласирале су се у други круг, гдје су играли по једну утакмицу у полуфиналу и финалу. Побједник се пласирао у Међуконтинентални бараж. У полуфиналу, побједник групе А играо је против другопласираног из групе Б, док је побједник групе Б играо против другопласираног из групе А.

## Плеј-оф
|  | Полуфинале                       | Полуфинале  |                                 |   | Финале | Финале |
|  |                                  |             |                                 |   |        |        |
|  | 27. март 2022. – Доха (Ел Араби) |             |                                 |   |        |        |
|  |                                  |             |                                 |   |        |        |
|  | Соломонова Острва                | 3           |                                 |   |        |        |
|  | Соломонова Острва                | 3           | 30. март 2022 – Доха (Ел Араби) |   |        |        |
|  | Папуа Нова Гвинеја               | 2           |                                 |   |        |        |
|  | Папуа Нова Гвинеја               | 2           | Соломонова Острва               | 0 |        |        |
|  | 27. март 2022. – Доха (Ел Араби) |             | Соломонова Острва               | 0 |        |        |
|  |                                  | Нови Зеланд | 5                               |   |        |        |
|  | Нови Зеланд                      | Нови Зеланд | 5                               | 1 |        |        |
|  | Нови Зеланд                      |             |                                 | 1 |        |        |
|  | Тахити                           | 0           |                                 |   |        |        |
|  | Тахити                           | 0           |                                 |   |        |        |

### Полуфинале
| Соломонова Острва            | 3 : 2                            | Папуа Нова Гвинеја      |
| ---------------------------- | -------------------------------- | ----------------------- |
| Хоу 33’ · Хоу 66’ · Леаи 71’ | Извјештај (ФИФА) Извјештај (ОФК) | Комолонг 24’ · Кепо 88’ |

| Нови Зеланд | 1 : 0                            | Тахити     |
| ----------- | -------------------------------- | ---------- |
|             | Извјештај (ФИФА) Извјештај (ОФК) | Какасе 75’ |

### Финале
| Соломонова Острва | 0 : 5                            | Нови Зеланд                                                  |
| ----------------- | -------------------------------- | ------------------------------------------------------------ |
|                   | Извјештај (ФИФА) Извјештај (ОФК) | Туилома 23’ · Вуд 39’ · Бел 50’ · Туилома 70’ · Гарбет 90+1’ |

## Пласирао се у Међуконтинентални бараж
| Нови Зеланд             |
| Нови Зеланд             |
| Побједник квалификација |
| 30. март 2022.          |